# Maria Rosa-Krzyżanowska
Maria Rosa-Krzyżanowska (ur. 2 lutego 1930 w Łomży, zm. 21 listopada 1996) – pierwsza prezenterka Telewizji Polskiej, także redaktorka Polskiego Radia.

## Życiorys
Jej ojcem był Teodor Krzyżanowski, właściciel drukarni w Łomży.
Pierwszy program Telewizja Polska nadała 25 października 1952 roku, w przeddzień wyborów do Sejmu PRL I kadencji. Około 30-minutowy program miał wtedy charakter artystyczny, a widzów przywitała przed nim pierwsza spikerka Telewizji Polskiej – Maria Rosa-Krzyżanowska.
Maria Rosa-Krzyżanowska pracowała również jako reportażystka i redaktorka w Polskim Radiu (była m.in. autorką reportażu o matce Wojciecha Siemiona oraz audycji o oszustach matrymonialnych, zaliczanej do Pereł Reportażu Polskiego Radia).